# Degeneria
Degeneria je maleni biljni rod od dvije endemske vrste s Fidžija. Rod je opisan prvi puta 1942. godine otkrićem vrste D. vitiensis, dok je druga vrsta otkrivena tek 1988. godine, to je D. roseiflora
Rod je klasificiran kao jedini u porodicu Degeneriaceae, koja je po njemu i dobila ime. Ime roda dano je u čast botaničara Otta Degenera.

## Vrste
1. Degeneria roseiflora John M.Mill.
2. Degeneria vitiensis L.W.Bailey & A.C.Sm.